# 山内氏
山内氏（やまうちし、やまのうちし），日本的一支氏族，在《日本姓氏列表/1-1000》中排第111位。

## 起源
江戶時期高知城為山內氏的居城，並作為土佐藩的藩廳。

## 歷史名人
- 山內久豐，日本戰國時代人，妻是二宮俊宗的女兒。育有一子山內盛豐。
- 山內盛豐（1510年－1557年／1559年），日本戰國時代武將。岩倉織田氏的家老。兒子有山內十郎、山內一豐、山內康豐。
- 山內一豐（1545年－1605年11月1日），日本戰國時代、安土桃山時代和江戶時代初期的武將，第一代土佐藩藩主。
- 山內康豐（1549年－1625年9月30日），日本戰國時代至江戶時代初期的武將、大名。初代土佐藩藩主山內一豐的弟弟。
- 山內容堂（1827年11月27日（文政10年10月29日）－1872年7月26日（明治5年6月21日））日本幕末外樣大名，土佐藩的第14代藩主。

## 現代名人
- 山內惠介，（やまうち けいすけ、1983年5月31日 - ）は、福岡県糸島郡前原町（現在の糸島市）出身の演歌歌手。
- 山內鈴蘭，生於千葉縣，日本偶像女子團體SKE48 Team S的成員，過去是AKB48 Team B的成員之一，後來因「AKB48 Group大組閣祭」而移籍至SKE48。
- 山內一典，生於千葉縣，日本電玩跑車浪漫旅系列製作人。

## 關聯項目
- 藤原秀郷
- 平賀朝雅
- 山內一豐
- 土佐山内氏

## 外部連結
- 武家家伝 山内氏 （页面存档备份，存于）